# Bernard Rajzman

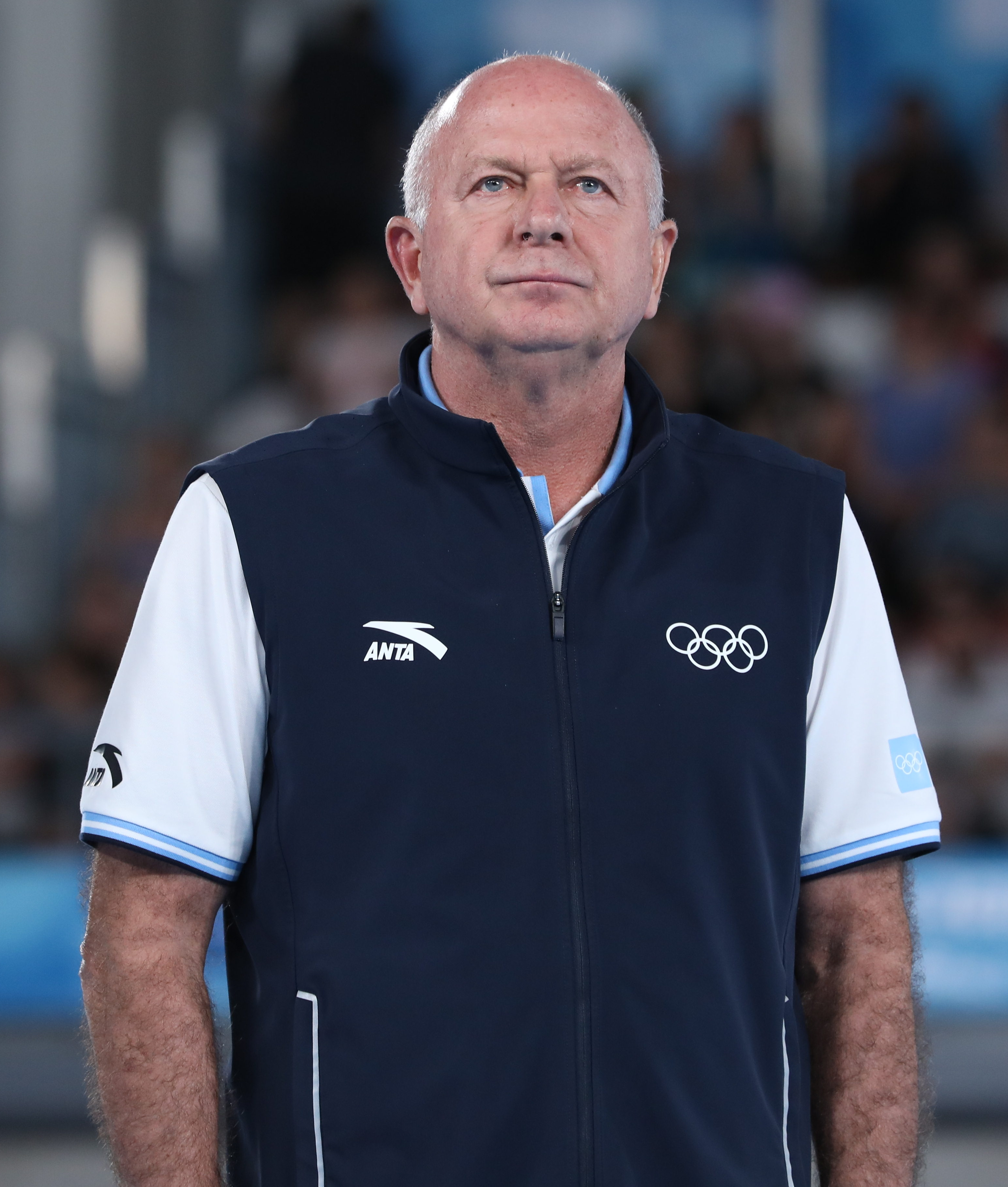
Bernard Rajzman

Bernard Rajzman, född 25 april 1957 i Rio de Janeiro, är en brasiliansk före detta volleybollspelare. Rajzman blev olympisk silvermedaljör i volleyboll vid sommarspelen 1984 i Los Angeles.